# Football au Togo
Le football au Togo est le sport le plus populaire. Il est dirigé par la Fédération togolaise de football fondée en 1960, affiliée à la FIFA depuis 1962 et est membre de la CAF depuis 1963. L'association administre l' équipe nationale de football, ainsi que la Premier League.

## Histoire récente
Le Togo s'est qualifié pour la première fois à la Coupe du Monde de la FIFA en 2006, pour l'édition qui s'est tenue en Allemagne ; cependant, sa participation a été entachée d'incidents et de gros titres. Il y avait des problèmes au sein de la Fédération togolaise de football ainsi qu'entre les joueurs et l'Association de football, liés aux primes financières. L'aboutissement de ce conflit a conduit à la démission de l'entraîneur de l'équipe nationale, Otto Pfister, et à la menace proférée par les joueurs de ne pas jouer leur match contre la Suisse le 16 juin 2006. En fin de compte, la FIFA est intervenue pour satisfaire les exigences des joueurs et le premier boycott d'un match de Coupe du Monde de la FIFA n'a jamais eu lieu. Le Togo a été éliminé du tournoi en phase de groupes après avoir perdu contre la Corée du Sud, la Suisse et la France.
Au cours des mois suivants, l'impasse a continué à troubler le football togolais, et a finalement abouti au licenciement du duo d'attaquants, de Kader Coubadja-Touré et du défenseur Daré Nibombé en mars 2007, apparemment pour "propos indécents concernant la direction de la FTF".
Le 8 janvier 2010, le bus de l'équipe nationale de football du Togo a essuyé des tirs en Angola alors qu'il assistait à la Coupe d'Afrique des Nations qui s'y déroulait. Le chauffeur du bus, l'entraîneur adjoint et le porte-parole de l'équipe sont décédés et deux joueurs ont également été blessés. Cela a conduit le Togo à se retirer du tournoi à la demande du gouvernement togolais.
Le 12 avril 2010, Emmanuel Adebayor, l'un des célèbres joueurs togolais, a pris sa retraite avec l'équipe nationale du Togo.
Le 26 novembre 2011, l'ancien gardien togolais Charles Balogou faisait partie des six personnes tuées lorsqu'un bus, transportant des joueurs et des officiels de la délégation de l' Etoile Filante, a basculé dans un ravin à 130 kilomètres au nord de Lomé et a pris feu. Le porte-parole de la fédération togolaise de football, Aime Ekpe, a déclaré que 25 autres personnes de la délégation – dont 19 joueurs – en plus du chauffeur ont été blessées dans l'accident.